# Instituto Social de la Marina
El Instituto Social de la Marina (ISM) de España es una entidad gestora de la Seguridad Social con personalidad jurídica propia, de ámbito nacional, que tiene como tarea la gestión, administración y reconocimiento del derecho a las prestaciones del Régimen Especial de la Seguridad Social de los trabajadores del mar, así como la inscripción de empresas, altas y bajas de los trabajadores acogidos a dicho régimen especial y demás competencias reconocidas en las normas reguladoras de este. El Instituto se encuentra tutelado por la Secretaría de Estado de la Seguridad Social del Ministerio de Inclusión, Seguridad Social y Migraciones.
Realiza funciones recaudatorias de las aportaciones del sector marítimo-pesquero, en colaboración de la Tesorería General de la Seguridad Social (TGSS). Presta asistencia sanitaria y hospitalaria a los trabajadores del mar y sus beneficiarios dentro del territorio nacional en los establecimientos propios del mismo Instituto. La asistencia sanitaria de los trabajadores del mar se mantiene a bordo y en el extranjero utilizando sus propios medios, tales como el centro radio médico, los centros en el extranjero (con delegaciones en Senegal, Namibia, Mauritania y Seychelles) o los buques sanitarios del ISM. Asimismo, realiza otras actividades de medicina preventiva entre los trabajadores de la mar, tales como reconocimientos médicos, la formación sanitaria de los trabajadores de la mar, estudios epidemiológicos, campañas sanitarias de divulgación, promoción de la salud y de prevención, campañas de vacunación, la cesión y control de botiquines necesarios en los buques, y planes de sensibilización sobre seguridad laboral.
También desarrolla la formación y promoción profesional de los trabajadores del mar ajustándose a las directrices de la Secretaría General de Pesca y la Dirección General de la Marina Mercante. Para ello dispone de varios centros de enseñanza, como el Centro Nacional de Formación Marítima de Bamio, en la provincia de Pontevedra, o el Centro de Formación Marítima de Isla Cristina, en la provincia de Huelva. En ellos es posible obtener tanto ciertas titulaciones profesionales como certificados de especialidad requeridos por la Dirección General de la Marina Mercante para poder trabajar en la mar: certificado de buques petroleros, certificado del sistema mundial de socorro y seguridad marítimos, etc. 
A lo largo de su historia el ISM ha construido en localidades ribereñas las llamadas «Casas del Mar», edificios en los que se emplazan no sólo el centro sanitario, sino aulas de enseñanza y las propias oficinas destinadas a la gestión de las cotizaciones de la SS de los trabajadores del mar. Asimismo, en muchas de ellas se emplazaron las hospederías, establecimientos hosteleros en los que los trabajadores del mar, previa justificación con la libreta marítima de estar afiliados al régimen especial del mar, pueden alojarse por un módico precio. Estas hospederías fueron transferidas con el tiempo a las Comunidades Autónomas, resultando que por su alto coste de funcionamiento muchas fueron cerradas. Las hospederías de las casas del mar de Melilla y Ceuta siguen dependiendo directamente del Ministerio, así como las de los centros en el extranjero.

## Historia

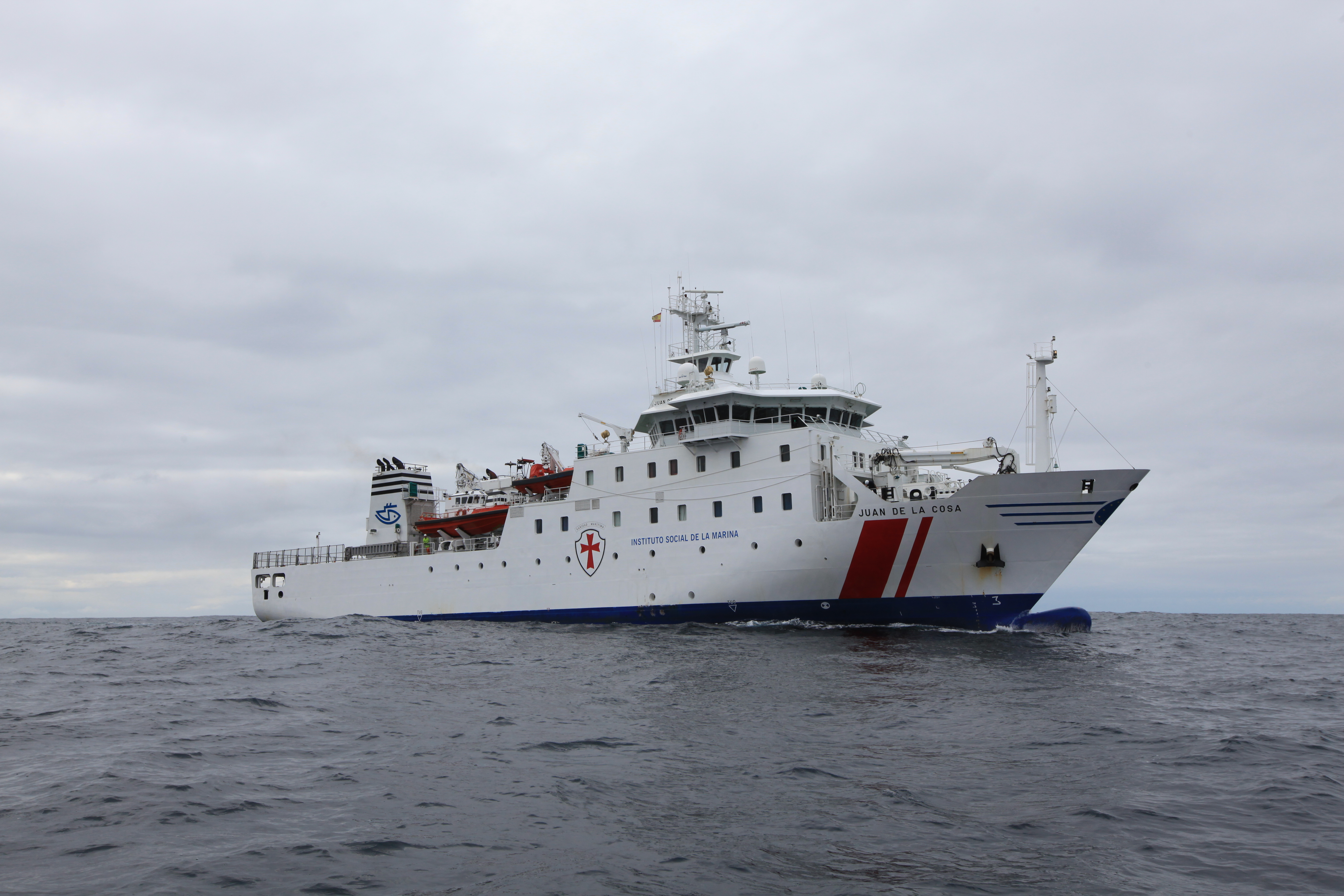
Buque Hospital «Juan de la Cosa».

El Instituto Social de la Marina fue creado en octubre de 1919 por el entonces ministro de Marina, Manuel de Flórez y Carrió, bajo el nombre de Caja Central de Crédito Marítimo y en 1930 adoptó su actual denominación, siendo su fundador el marino y sociólogo Alfredo de Saralegui y Casellas.

## Buques Hospital
- Esperanza del Mar
- Juan de la Cosa